# Poslušnost
Poslušnost je u ljudskom ponašanju, oblik "društvenog utjecaja u kojem osoba popušta izričitim uputama ili naredbama autoriteta". Poslušnost se općenito razlikuje od popustljivosti, što je ponašanje na koje utječu vršnjaci, i od konformizma, što je ponašanje koje je namijenjeno usklađivanju s većinom. Ovisno o kontekstu, poslušnost se može smatrati moralnom, nemoralnom ili amoralnom.
Pokazalo se da su ljudi poslušni u prisutnosti osoba koje se smatraju legitimnim autoritetima, kao što je pokazao Milgramov eksperiment iz 1960-ih, koji je proveo Stanley Milgram kako bi otkrio kako su nacisti uspjeli natjerati obične ljude da sudjeluju u holokaustu. Eksperiment je pokazao da je poslušnost autoritetu bila norma, a ne iznimka. Što se tiče poslušnosti, Milgram je rekao da je "poslušnost osnovni element u strukturi društvenog života na koji se može ukazati. Neki sustav autoriteta je zahtjev za cjelokupni život u zajednici, a samo čovjek koji živi u izolaciji nije prisiljen odgovoriti, kroz prkos ili pokornost, na naredbe drugih."
Sličan zaključak postignut je u eksperimentu u zatvoru Stanford. Phillip Zimbardo bio je glavni psiholog odgovoran za eksperiment. U Stanfordskom zatvorskom eksperimentu, studenti koledža stavljeni su u pseudozatvorsko okruženje kako bi proučavali utjecaje "društvenih sila" na ponašanje sudionika. Za razliku od Milgramove studije u kojoj je svaki sudionik prošao iste eksperimentalne uvjete, ovdje korištenjem slučajnog odabira polovica sudionika bili su zatvorski čuvari, a druga polovica zatvorenici. Eksperimentalna postavka napravljena je tako da fizički podsjeća na zatvor dok je istovremeno izazivala "psihološko stanje zatočeništva". Milgramovo istraživanje pokazalo je da bi većina sudionika poslušala naredbe čak i kada bi poslušnost predstavljala ozbiljnu štetu drugima. Uz ohrabrenje osobe koja se smatra autoritetom, oko dvije trećine sudionika bilo je spremno šokirati učenika na najvišoj razini. Ovaj je rezultat bio iznenađujući za Milgrama jer je mislio da su "subjekti od djetinjstva naučili da je temeljna povreda moralnog ponašanja povrijediti drugu osobu protiv njezine volje". Milgram je pokušao objasniti kako su obični ljudi bili sposobni izvoditi potencijalno smrtonosna djela protiv drugih ljudskih bića sugerirajući da su sudionici možda ušli u agentsko stanje, gdje su dopustili autoritetu da preuzme odgovornost za svoje postupke. Još jedno neočekivano otkriće bila je napetost koju je postupak izazvao. Subjekti su iskazivali znakove napetosti i emocionalnog naprezanja, osobito nakon davanja snažnih šokova. Tri osobe imale su potpune nekontrolirane napadaje, a jednom je prilikom eksperiment prekinut.
Mnoge katoličke redovničke zajednice imaju zavjete čistoće, siromaštva i poslušnosti. Redovnici, odričući se svjesno i slobodno svoje volje poradi Boga podlažu se svojim zakonitim poglavarima kako bi se što potpunije suobličili poslušnome Kristu. Zavjet redovničke poslušnosti čin je kojim redovnik prinosi Bogu darove svoga uma, volje i srca i sve naravne i nadnaravne darove. To se redovito događa prihvaćanjem i vršenjem povjerenih dužnosti u zajednici.